# Мафія (острів)
Мафія — низовинний кораловий острів в Індійському океані (територія Танзанії). Це найпівденніший острів архіпелагу Занзібар. Є одним з шести районів регіону Пвані, остров управляється з материка, а не з напівавтономії Занзібар, частиною якого Мафія ніколи не був. Площа — 518 км², населення — 46 438 (в основному риболови).
Архіпелаг Мафія складається з одного великого острова (394 км²) і кілька дрібніших. Деякі з них населені, таких як острів Chole (2 км²), з населенням 800 чоловік. Головне місто Кіліндоні.
Клімат тропічний, мусонний. Острів приваблює деяких туристів, в основному аквалангістів, спортивних рибалок і людей, охочих розслабитися.
Культивується кокосова пальма, гвоздикове дерево, кунжут, рис.
Існують популярні чутки про карликового бегемота на острові, але їм немає жодних підтверджень.

## Історія
Острів Мафії вперше згадується ще у VIII ст. В ті часи острів відігравав важливу роль у древній торгівлі між людьми Східної Азії та Східної Африки, де регулярно зупинялися арабські судна. На крихітному острові Чол-Міньї, що знаходиться недалеко від берега Чол-Бей, колись розміщувалось поселення, з якого контролювали торгівлю зі срібних копалень Східного Зімбабве, і потрапити до нього можна було через старі порти Кілви та Мічангані.
В середині 1820-х років, на місто Куа на острові Джуані, здійснили напад сакалавські канібали, які прибули на 80 суднах із Мадагаскару. Відповідно до договору 1890 р. Німеччина приєднанплп острів до німецьких колоніальних володінь, який був адміністративно відокремлений від Занзібара. На невеликому острові Чола німці спорудили фортечну будівлю, а в знак також компенсації за острів виплатила занзібарському султану Алі бін-Саїду 4 мільйони золотих марок. 12 січня 1915 р. після недовгого спротиву німецького крейсера «Кенігсберґ» острів захопили британці
. У 1922 р. було скасовано рабство, а острів увійшов до складу Танганьїки.
У 1995 році острів отримав фінансову допомогу від Всесвітнього фонду природи (WWF), з метою утворення природного морського заповідника-парку. Організація продовжувала надавати й далі підтримку острову де була сполучена мережа островів Руфіджі-Мафія-Кілва (RUMAKI). При парку існує школа і курси з навчання підводному плаванню.
У серпні 2016 року водолаз Алан Саттон, який спочатку шукав залишки старого німецького форту, що за чутками були вимиті у море, натрапив на залишки стіни, що тягнулася майже 4 км від острова Мафія.